# اس‌اس یوهنفس
اس‌اس یوهنفس (به انگلیسی: SS Uhenfels) یک زیردریایی بود که طول آن ۵۰۳ فوت ۹ اینچ (۱۵۳٫۵۴ متر) بود. این زیردریایی در سال ۱۹۳۱ ساخته شد.